# Aluminiumisotoper
Aluminiumisotoper är isotoper av grundämnet aluminium (Al), det vill säga atomer och kärnor med 13 protoner och olika antal neutroner.

## Isotoper
Aluminium har 24 kända isotoper, varav en är stabil (27Al), samt fyra isomerer (23mAl, 24mAl, 26mAl och 32mAl).
26Al och 27Al förekommer båda naturligt, även om 27Al utgör 99,9 % av det naturligt förekommande aluminiumet. Utöver 26Al, har alla radioisotoper halveringstider under 7 minuter, de flesta under en sekund.
Isotoper lättare än 27Al sönderfaller främst genom β+-sönderfall till magnesiumisotoper, mer sällan till natrium- eller neonisotoper. Tyngre isotoper sönderfaller främst genom β−-sönderfall – till kiselisotoper.

### Aluminium-26
26Al är en radioisotop vars kärna består 13 protoner och 13 neutroner. 26Al bildas av argon i atmosfären genom spallation orsakad av kosmiska protoner. Aluminiumisotoper har praktisk tillämpning i datering av marina sediment, mangannoduler, glaciäris, kvarts i exponerat berg och meteoriter. Förhållandet mellan 26Al och 10Be har använts för att studera transport, deposition och lagring av sediment, samt begravning och erosion på tidsskalor om 105 till 106 år.
Kosmogent 26Al användes för första gången i studier av månen och meteoriter. Meteoritfragment utsätts för intensivt bombardemang av kosmisk strålning under sina resor genom rymden, vilket orsakar väsentlig 26Al-produktion. Efter att ha fallit ned till jorden, skyddar atmosfären meteoritfragmenten från ytterligare 26Al-produktion, och isotopens sönderfall kan användas för att bestämma meteoritens jordiska ålder. Meteoritforskning har också visat att 26Al var relativt vanligt vid tidpunkten för bildandet av vårt planetsystem. De flesta meteoritforskarna tror att energin som frigörs genom sönderfallet av 26Al är ansvarig för smältning och differentieringen av vissa asteroider sedan de bildades för 4,55 miljarder år sedan.

## Tabell
| Nuklid                        | Z                       | N                       | Massa (u)               | Halveringstid | ST (%)          | SE (MeV) | SP     | Spinn       | Förekomst (%) |
| Nuklid                        | Excitationsenergi (keV) | Excitationsenergi (keV) | Excitationsenergi (keV) | Halveringstid | ST (%)          | SE (MeV) | SP     | Spinn       | Förekomst (%) |
| ----------------------------- | ----------------------- | ----------------------- | ----------------------- | ------------- | --------------- | -------- | ------ | ----------- | ------------- |
| 19Al                          | 13                      | 6                       | 19,0218#                | < 35 ns       | p               |          | 18Mg   |             |               |
| 20Al                          | 13                      | 7                       | 20,0194#                | < 35 ns       | p               |          | 19Mg   |             |               |
| 21Al                          | 13                      | 8                       | 21,02804(32)#           | < 35 ns       | p               |          | 20Mg   | ½+#         |               |
| 22Al                          | 13                      | 9                       | 22,01952(10)#           | 59 ms         | β+ (96,7 %)     | 18,58    | 22Mg   | (3)+        |               |
| 22Al                          | 13                      | 9                       | 22,01952(10)#           | 59 ms         | β+ 2p (2,5 %)   |          | 20Ne   | (3)+        |               |
| 22Al                          | 13                      | 9                       | 22,01952(10)#           | 59 ms         | β+ p (0,8 %)    | 13,08    | 21Na   | (3)+        |               |
| 23Al                          | 13                      | 10                      | 23,007267(20)           | 0,47 s        | β+ (92 %)       | 12,24    | 23Mg   | 5⁄2+#       |               |
| 23Al                          | 13                      | 10                      | 23,007267(20)           | 0,47 s        | β+ p (8 %)      | 4,66     | 22Na   | 5⁄2+#       |               |
| 23mAl                         | 13                      | 10                      |                         | 0,47 s        |                 |          |        | #79         |               |
| 24Al                          | 13                      | 11                      | 23,9999389(30)          | 2,053 s       | β+ (99,95 %)    | 13,878   | 24Mg   | 4+          |               |
| 24Al                          | 13                      | 11                      | 23,9999389(30)          | 2,053 s       | β+ α (0,0349 %) | 4,562    | 20Ne   | 4+          |               |
| 24Al                          | 13                      | 11                      | 23,9999389(30)          | 2,053 s       | β+ p (0,0159 %) |          | 23Na   | 4+          |               |
| 24mAl                         | 425,8(1)                | 425,8(1)                | 425,8(1)                | 2,053 s       | IT (82 %)       | 0,462    | 24Al   | 1+          |               |
| 24mAl                         | 425,8(1)                | 425,8(1)                | 425,8(1)                | 2,053 s       | β+ (18 %)       | 14,304   | 24Mg   | 1+          |               |
| 24mAl                         | 425,8(1)                | 425,8(1)                | 425,8(1)                | 2,053 s       | β+ α            | 4,988    | 20Ne   | 1+          |               |
| 25Al                          | 13                      | 12                      | 24,9904281(5)           | 7,183 s       | β+              | 4,277    | 25Mg   | 5⁄2+        |               |
| 26Al                          | 13                      | 13                      | 25,98689169(6)          | 7,17 × 105 a  | β+              | 4,004    | 26Mg   | 5+          | Spår          |
| 26mAl                         | 228,305(13)             | 228,305(13)             | 228,305(13)             | 7,17 × 105 a  | β+              | 4,232    | 26Mg   | 0+          |               |
| 27Al                          | 13                      | 14                      | 26,98153863(12)         | Stabil        | Stabil          | Stabil   | Stabil | 5⁄2+        | 100           |
| 28Al                          | 13                      | 15                      | 27,98191031(14)         | 2,2414 min    | β−              | 4,642    | 28Si   | 3+          |               |
| 29Al                          | 13                      | 16                      | 28,9804450(13)          | 6,56 min      | β−              | 3,68     | 29Si   | 5⁄2+        |               |
| 30Al                          | 13                      | 17                      | 29,982960(15)           | 3,6 s         | β−              | 8,561    | 30Si   | 3+          |               |
| 31Al                          | 13                      | 18                      | 30,983947(22)           | 644 ms        | β− (98,4 %)     | 7,995    | 31Si   | (3⁄2, 5⁄2)+ |               |
| 31Al                          | 13                      | 18                      | 30,983947(22)           | 644 ms        | β− + n (1,6 %)  |          | 30Si   | (3⁄2, 5⁄2)+ |               |
| 32Al                          | 13                      | 19                      | 31,98812(9)             | 31,7 ms       | β− (99,3 %)     | 13,02    | 32Si   | 1+          |               |
| 32Al                          | 13                      | 19                      | 31,98812(9)             | 31,7 ms       | β− + n (0,7 %)  |          | 31Si   | 1+          |               |
| 32mAl                         | 955,7(4)                | 955,7(4)                | 955,7(4)                | 31,7 ms       |                 |          |        | (4)+        |               |
| 33Al                          | 13                      | 20                      | 32,99084(8)             | 41,7 ms       | β− (91,5 %)     |          | 33Si   | (5⁄2+)#     |               |
| 33Al                          | 13                      | 20                      | 32,99084(8)             | 41,7 ms       | β− + n (8,5 %)  |          | 32Si   | (5⁄2+)#     |               |
| 34Al                          | 13                      | 21                      | 33,99685(12)            | 56,3 ms       | β− (87,5 %)     | 17,09    | 34Si   | 4−#         |               |
| 34Al                          | 13                      | 21                      | 33,99685(12)            | 56,3 ms       | β− + n (12,5 %) | 9,56     | 33Si   | 4−#         |               |
| 35Al                          | 13                      | 22                      | 34,99986(19)            | 38,6 ms       | β− (74 %)       | 14,3     | 35Si   | 5⁄2+#       |               |
| 35Al                          | 13                      | 22                      | 34,99986(19)            | 38,6 ms       | β− + n (26 %)   | 11,83    | 34Si   | 5⁄2+#       |               |
| 36Al                          | 13                      | 23                      | 36,00621(23)            | 90 ms         | β− (69 %)       |          | 36Si   |             |               |
| 36Al                          | 13                      | 23                      | 36,00621(23)            | 90 ms         | β− + n (31 %)   |          | 35Si   |             |               |
| 37Al                          | 13                      | 24                      | 37,01068(36)            | 10,7 ms       | β−              | 16,1     | 37Si   | 3⁄2+        |               |
| 38Al                          | 13                      | 25                      | 38,01723(78)            | 7,6 ms        | β−              |          | 38Si   |             |               |
| 39Al                          | 13                      | 26                      | 39,02297(158)           | 7,6 µs        | β−              |          | 39Si   | 3⁄2+#       |               |
| 40Al                          | 13                      | 27                      | 40,03145(75)#           | 10 ms         | β−              |          |        |             |               |
| 41Al                          | 13                      | 28                      | 41,03833(86)#           | 2 ms          | β−              |          |        | 3⁄2+#       |               |
| 42Al                          | 13                      | 29                      | 42,04689(97)#           | 1 ms          | β−              |          |        |             |               |
| Denna tabell: visa • redigera |                         |                         |                         |               |                 |          |        |             |               |

Anmärkningar
- Stabila isotoper anges i fetstil.
- Värden markerade med # härrör inte enbart från experimentella data, men åtminstone delvis från systematiska trender.
- Osäkerheter anges i kort form inom parentes efter värdet. Osäkerhetsvärden anger en standardavvikelse, utom isotopsammansättningen och standardatommassa från IUPAC, som använder expanderade osäkerhet.
- Nuklidmassor är givna av IUPAP Commission on Symbols, Units, Nomenclature, Atomic Masses and Fundamental Constants (SUNAMCO).
- Isotopförekomster är givna av IUPAC Commission on Isotopic Abundances and Atomic Weights.